# Fudi de les Comores
El fudi de les Comores (Foudia eminentissima) és un ocell de la família dels ploceids (Ploceidae).

## Hàbitat i distribució
Habita els boscos de les illes Comores.

## Taxonomia
Alguns autors han considerat que la subespècie de l'illa de Grande Comore és en realitat una espècie diferent:
- Foudia consobrina Milne-Edwards et Oustalet, 1885 - fudi de Grande Comore.[3]